# Łysostopek bursztynowy

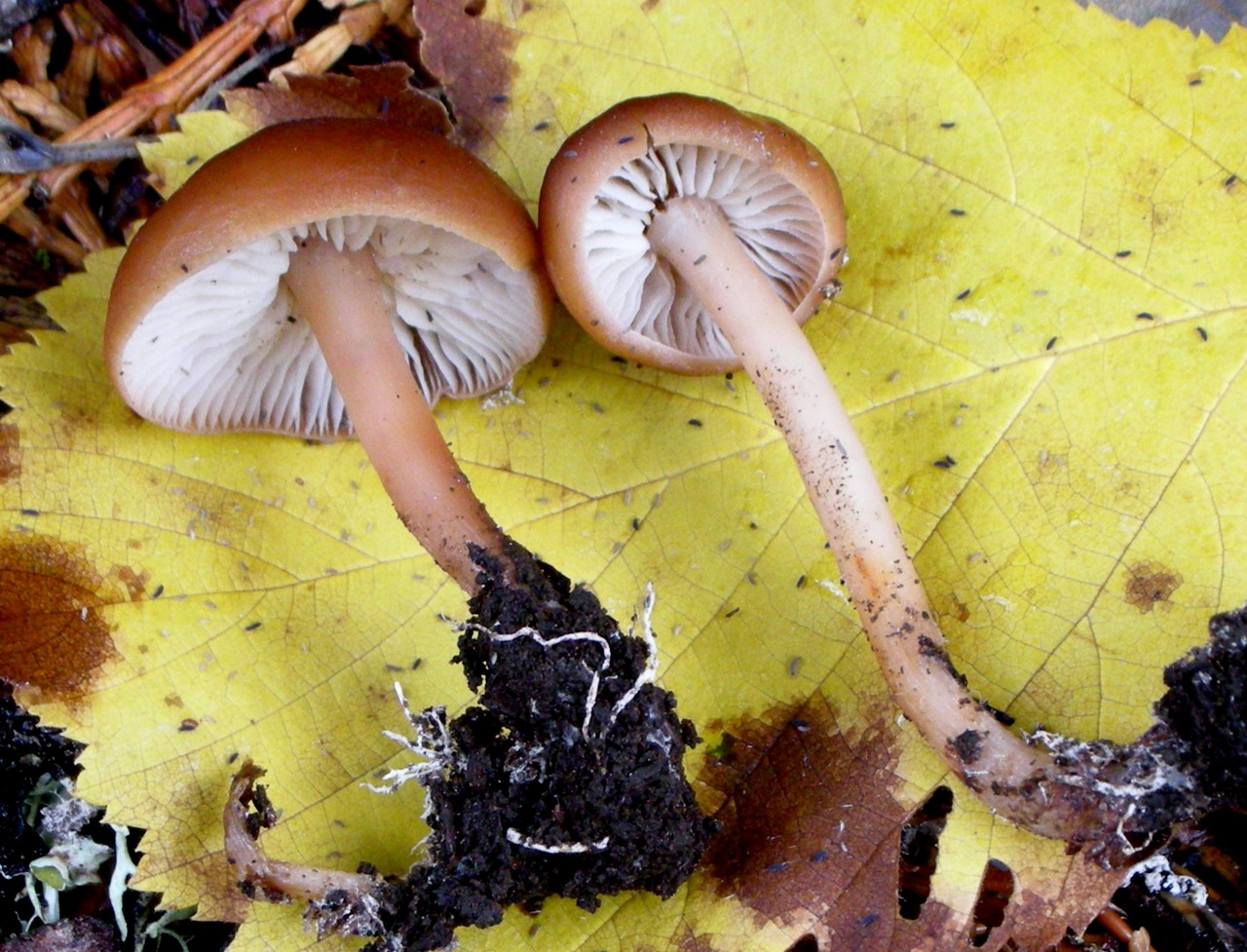

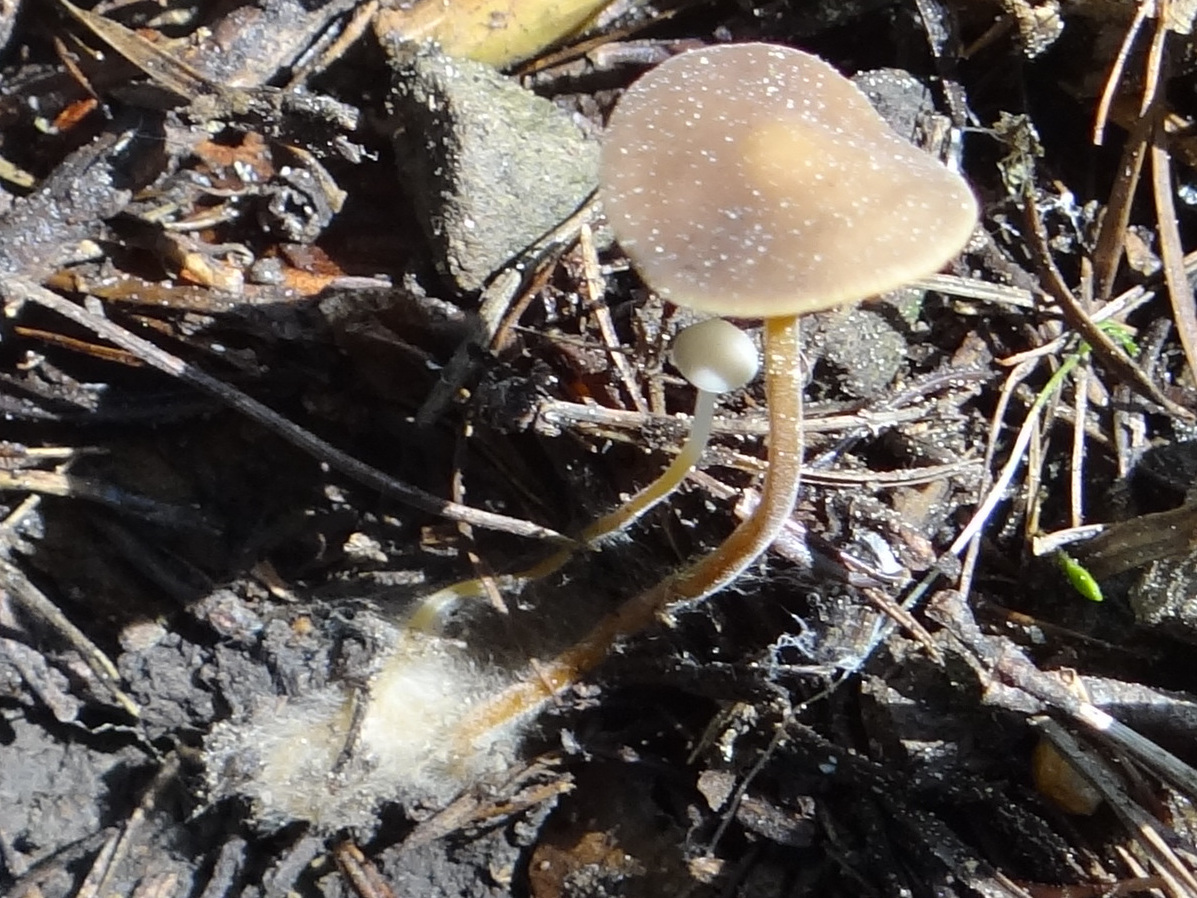

Łysostopek bursztynowy (Gymnopus ocior (Pers.) Antonín & Noordel.) – gatunek grzybów należący do rodziny Omphalotaceae.

## Systematyka i nazewnictwo
Pozycja w klasyfikacji według Index Fungorum: Gymnopus, Omphalotaceae, Agaricales, Agaricomycetidae, Agaricomycetes, Agaricomycotina, Basidiomycota, Fungi.
Po raz pierwszy takson ten zdiagnozował w 1828 r. Christiaan Hendrik Persoon, nadając mu nazwę Agaricus ocior. Obecną, uznaną przez Index Fungorum nazwę nadali mu w 1997 r. Vladimir Antonín i Machiel Evert Noordeloos. Ma 20 synonimów. Niektóre z nich:

- Collybia aquosa var. ocior (Pers.) Krieglst. 2000
- Collybia dryophila var. extuberans (Fr.) P. Roux 2008
- Collybia dryophila var. funicularis (Fr.) P. Karst. 1879
- Collybia dryophila var. xanthopus (Fr.) Bon 1998
- Collybia funicularis (Fr.) Métrod 1952
- Collybia ocior (Pers.) Vilgalys & O.K. Mill. 1987
- Rhodocollybia extuberans (Fr.) Lennox 1979

Nazwę polską zaproponował Władysław Wojewoda w 2003 r. Stanisław Chełchowski w 1898 r. opisywał ten gatunek pod nazwą pieniążek bursztynowy lub bedłka bursztynowa.

## Morfologia
Kapelusz
Szerokość 1,5–5 cm, początkowo wypukły, później płasko wypukły z pofalowanym brzegiem, czasem z zagłębionym środkiem. Powierzchnia ciemnoczerwono-brązowa, brzeg zazwyczaj jaśniejszy. Jest higrofaniczny; podczas wysychania jaśnieje, a jego brzeg staje się nieznacznie prążkowany.
Blaszki
Średnio gęste, dochodzące do trzonu, początkowo białe, z wiekiem stają się kremowe lub żółtawe.
Trzon
Wysokość 2–7 cm, grubość 2–6 mm, cylindryczny z lekko bulwiastą podstawą. Powierzchnia o barwie od ochrowej do czerwonobrązowej, al znacznie jaśniejsza od kapelusza. Podstawa z gęstą grzybnią. Brak pierścienia.
Miąższ
Cienki, białawy.
Wysyp zarodników
Biały. Zarodniki elipsoidalne, szkliste, 4,5–6 × 2,5–4 μm.

## Występowanie i siedlisko
Łysostopek bursztynowy w Europie jest szeroko rozprzestrzeniony. Jego stanowiska podano także w Ameryce Północnej, Azji, Australii, Nowej Zelandii i nawet na północnych wybrzeżach Antarktydy. W. Wojewoda w zestawieniu wielkoowocnikowych grzybów podstawkowych Polski w 2003 r. przytacza liczne stanowiska i proponuje umieszczenie go na liście gatunków rzadkich o nieokreślonym zagrożeniu. Bardziej aktualne stanowiska podaje internetowy atlas grzybów. Znajduje się w nim na liście gatunków rzadkich i wartych objęcia ochroną. Znajduje się na Czerwonej liście roślin i grzybów Polski. Ma status E – gatunek wymierający, którego przezycie jest mało prawdopodobne, jeśli nadal będą działać czynniki zagrożenia.
Grzyb saprotroficzny. Występuje w lasach liściastych, iglastych i mieszanych, zaroślach. Rośnie w trawie na ziemi i starych pniakach. Inne gatunki łysostopków zwykle rosną w gęstych kępach, tak, że ich kapelusze wskutek stłoczenia często ulegają deformacji, łysostopek bursztynowy natomiast tworzy owocniki pojedynczo lub w niewielkich i rzadkich kępkach.